# Азубуйке Егвуекве
Азубуйке Егвуекве (англ. Azubuike Egwuekwe, нар. 16 липня 1989, Лафіа) — нігерійський футболіст, захисник клубу «Варрі Вулвз».

## Клубна кар'єра
У дорослому футболі дебютував 2006 року виступами за команду «Насарава Юнайтед».
Своєю грою за цю команду привернув увагу представників тренерського штабу клубу «Єріма Страйкерс», до складу якого приєднався 2007 року.
До складу клубу «Варрі Вулвз» приєднався 2008 року.

## Виступи за збірну
2012 року дебютував в офіційних матчах у складі національної збірної Нігерії. Наразі провів у формі головної команди країни 13 матчів.
У складі збірної був учасником Кубка африканських націй 2013 року у ПАР, де став разом зі збірною переможцем турніру, незважаючи на те, що жодного разу не вийшов на поле, та розіграшу Кубка конфедерацій 2013 року у Бразилії.

## Титули і досягнення
- Володар Кубка африканських націй (1): 2013